# Emang
Emang is een plaats in het oosten van Nepal, gelegen in het district Ilam in de Mechi-zone. Ten tijde van de volkstelling van 1991 had het een inwoneraantal van 4373 personen, verspreid over 755 huishoudens.